# Juno a Avos
Juno a Avos (rusky Юнона и Авось) je původní ruská rocková opera o dvou dějstvích Alexeje Rybnikova (hudba) a Andreje Andrejeviče Vozněsenského (libreto).
V názvu díla jsou použity jména plachetnic Juno a Avos z expedice Nikolaje Petroviče Rezanova (1764–1807), ruského diplomata a cestovatele, který v roce 1806 přicestoval do Kalifornie, aby doplnil zásoby potravin pro ruskou kolonii na Aljašce. Děj opery zpracovává události z posledních let jeho života, seznámení, zasnoubení a neúspěšné manželství s Conchitou Concepcion Arguello (1791–1857), patnáctiletou dcerou velitele San Francisca. Premiéra opery se konala 9. července 1981 na scéně Moskevského divadla Leninského komsomolu. Vzhledem k tomu, že v době vzniku díla bylo slovo „rock-opera“ v Sovětském svazu zakázáno, autoři psali pod názvem „současná opera“. Tvůrci vytvořili inovativní představení, dílo bylo uvedeno s velkým úspěchem i na zahraničních scénách.

## Hlavní postavy
- hrabě Rezanov
- Conchita
- Fernando Lopez
- José Darío Argüello, guvernér, otec Conchity
- Otec Juvenalij
- Bohorodička
- hrabě Rumjancev